# Szkolne świrusy
Szkolne świrusy (ang. Class Act) – amerykańska komedia z 1992 roku w reżyserii Randalla Millera.

## Opis fabuły
Młodociany przestępca Blade (Christopher "Play" Martin) jest na zwolnieniu warunkowym. Musi ukończyć szkołę, by nie wrócić do więzienia. Jego przeciwieństwem jest wzorowy Duncan (Christopher "Kid" Reid). Wskutek pomyłki akta personalne chłopców zostają zamienione. Duncan trafia do klasy dla trudnej młodzieży, a Blade jest traktowany jak geniusz. Nie przejmują się jednak tą zamianą ról.

## Obsada
- Christopher "Kid" Reid jako Duncan Pinderhughes
- Christopher "Play" Martin jako Michael "Blade" Brown
- Karyn Parsons jako Ellen
- Rick Ducommun jako oficer Reichert
- Alysia Rogers jako Damita
- George Alvarez jako Tommy
- Doug E. Doug jako Popsicle
- Michael Whaley jako Tyrone

i inni